# がい骨
『がい骨』（がいこつ、原題：The Skull）は、1965年制作のイギリスのホラー映画。
『サイコ』の原作者として知られるロバート・ブロック原作の怪奇短編小説The Skull of the Marquis de Sadeの映画化。ピーター・カッシングとクリストファー・リーの二大怪奇スターが競演。

## あらすじ
博学で知られるメイトランド教授は魔法、降霊術、妖怪学等といったオカルトものに興味を抱き、奇怪な骨董品を蒐集していた。
ある日、彼のもとにマルコという胡散臭い骨董商が訪ねてきた。マルコは人間の頭蓋骨を見せ、メイトランドに買わないかと持ちかける。それは何とマルキ・ド・サド侯爵の頭蓋骨だという。
いささか信じ難いいわれと、1000ポンドというあまりに高い値段からメイトランドは買うことをためらうが、以前マルコから買ったサド侯爵の伝記本を読み込むうち、例の頭蓋骨に興味を持つようになる。
そんな彼に、長年の親友で骨董仲間のフィリップス卿は、例の頭蓋骨には不思議な魔力があって、持ち主の精神を骨抜きにしてしまうことから、手に入れない方が良いと忠告する。
だが、メイトランドは何かに吸い寄せられるように、マルコのアパートに向かう。彼の部屋に入ったメイトランドが見たものは、無残に殺されたマルコの死体だった。メイトランドは何かに取り付かれたように、例の頭蓋骨を持ち出してしまう。
そしてフィリップス卿の言葉通り、メイトランドは次第に精神に変調をきたしていく。

## キャスト
| 役名           | 俳優                   | 日本語吹替                                               |
| 役名           | 俳優                   | 日本テレビ版                                             |
| -------------- | ---------------------- | -------------------------------------------------------- |
| メイトランド   | ピーター・カッシング   | 川辺久造                                                 |
| フィリップス卿 | クリストファー・リー   | 嶋俊介                                                   |
| ウィルソン警部 | ナイジェル・グリーン   | 矢島正明                                                 |
| マルコ         | パトリック・ワイマーク | 二見忠男                                                 |
| 競売人         | マイケル・ガフ         |                                                          |
| ジェーン       | ジル・ベネット         |                                                          |
| 警察医         | パトリック・マギー     |                                                          |
| トラヴァース   | ピーター・ウッドソープ | 青野武                                                   |
| ロンド博士     | ジョージ・カラリス     |                                                          |
| 不明 その他    |                        | 坂本眸 大久保正信 藤本譲 徳丸完 三枝みち子 田浦環 宮下勝 |
|                |                        |                                                          |
| 演出           | 演出                   | 本田保則                                                 |
| 翻訳           | 翻訳                   | 宇津木道子                                               |
| 効果           |                        |                                                          |
| 調整           |                        |                                                          |
| 制作           | 制作                   | 東北新社                                                 |
| 解説           |                        |                                                          |
| 初回放送       | 初回放送               | 1973年7月18日 『水曜ロードショー』                       |